# La Mesa (centrala Zitácuaro kommun)
La Mesa är en ort i Mexiko.   Den ligger i kommunen Zitácuaro och delstaten Michoacán de Ocampo, i den södra delen av landet, 130 km väster om huvudstaden Mexico City. La Mesa ligger 2 156 meter över havet och antalet invånare är 1 284.
Terrängen runt La Mesa är kuperad västerut, men österut är den bergig. Terrängen runt La Mesa sluttar västerut. Runt La Mesa är det ganska tätbefolkat, med 90 invånare per kvadratkilometer. Närmaste större samhälle är Heróica Zitácuaro, 3,4 km väster om La Mesa. I omgivningarna runt La Mesa växer i huvudsak blandskog.